# Руй Перес Понсе де Леон
Руй Перес Понсе де Леон или Родриго Перес Понсе де Леон (исп. Ruy Pérez Ponce de León; ? — 1295) — испанский дворянин из дома Понсе де Леон, состоявший на службе кастильской короны. Он был 15-м великим магистром Ордена Калатравы с 1284 по 1295 год при короле Кастилии Санчо IV и далее служил старшим майордомом (дворецким) (1293—1295).

## Происхождение семьи
Руй был одним из сыновей графа Педро Понсе де Кабреры (? — 1248/1254) и его жены Альдонсы Альфонсо де Леон, одной из незаконнорожденных дочерей короля Леона Альфонсо IX и его любовницы Альдонсы Мартинес де Сильвы. У него было несколько братьев, в том числе Педро Перес Понсе де Леон, старший комендант Ордена Сантьяго, Фернан Перес Понсе де Леон (? — 1291), старший королевский майордом (дворецкий) (1284).

## Биография
До своего избрания на пост великим магистром Руй был военным комендантом Альканьиса в Ордене Калатравы. Он был избран великим магистром Ордена Калатравы в 1284 году, сменив Хуана Гонсалеса (занимал этот пост в 1267—1284 годах). После смерти своего старшего брата Фернана Переса в 1292 году король Кастилии Санчо IV поручил Рую Пересу опекунство над своим сыном, будущим королем Фердинандом IV, который раньше находился под опекой его покойного брата.
Позднее, в 1292 году, Руй Перес Понсе де Леон находился в окрестностях Тарифы вместе с королем Кастилии Санчо IV Храбрым, который отбил этот город у мавров.

## Смерть
Руй Перес Понсе де Леон скончался в 1295 году, через два дня после того, как был ранен в битве при Иснальосе против армии Гранадского эмирата, в маленьком городке с тем же названием к северу от Гранады.